# Vallenfyre
Vallenfyre — британская дэт-дум-метал группа, основанная автором песен и соло-гитаристом Paradise Lost Грегом Макинтошем. Макинтош основал эту команду после смерти его отца Джона Роберта от рака легких в декабре 2009 года.

## Состав
- Грегор Макинтош — вокал, гитара
- Хэммиш Гаммильтон Гленкросс — гитара
- Scoot — бас-гитара
- Адриан Эрландссон — ударные

## Дискография

### Альбомы
| Год  | Альбом                  |
| ---- | ----------------------- |
| 2010 | A Fragile King          |
| 2014 | Splinters               |
| 2017 | Fear Those Who Fear Him |

### EP
| Год  | Альбом           |
| ---- | ---------------- |
| 2011 | Desecration (EP) |